# جيف يونايتد تشيبا
جيف يونايتد إيتشيهارا تشيبا (باليابانية: ジェフユナイテッド市原・千葉)، هو نادي كرة قدم ياباني وهو نادي أساسي في اليابان يلعب في الدوري الياباني. وقد تأسس هذا النادي الحديث سنة 1946 م. تحت اسم فوركراوا إلكتريك، تغير اسم النادي في 2005 من الاسم القديم جيف يونايتد إيتشيهارا إلى الاسم الجديد بإضافة اسم مدينة تشيبا.

## أهم اللاعبين الذين لعبوا للعين خلال تاريخه
- مارك ميليغان
- ماثيو بينجلي
- ماريو هاس
- إدين مويتشين
- ميركو هرجوفيتش
- إيليان ستويانوف
- ايفان هيسك
- بيير ليتبارسكي
- فرانك أوردنيفيتس
- أووسو بنسون
- نيناد ماسربا
- بيتر بوس
- واينتون روفر
- إدواردو أراندا
- غابرييل بوبيسكو
- نيناد دورديفيتش
- راده بوغدانوفيتش
- لوبومير مورافتشيك
- نييتش بيتشنيك
- جيليكو ميلينوفيتش